# Sit orellut

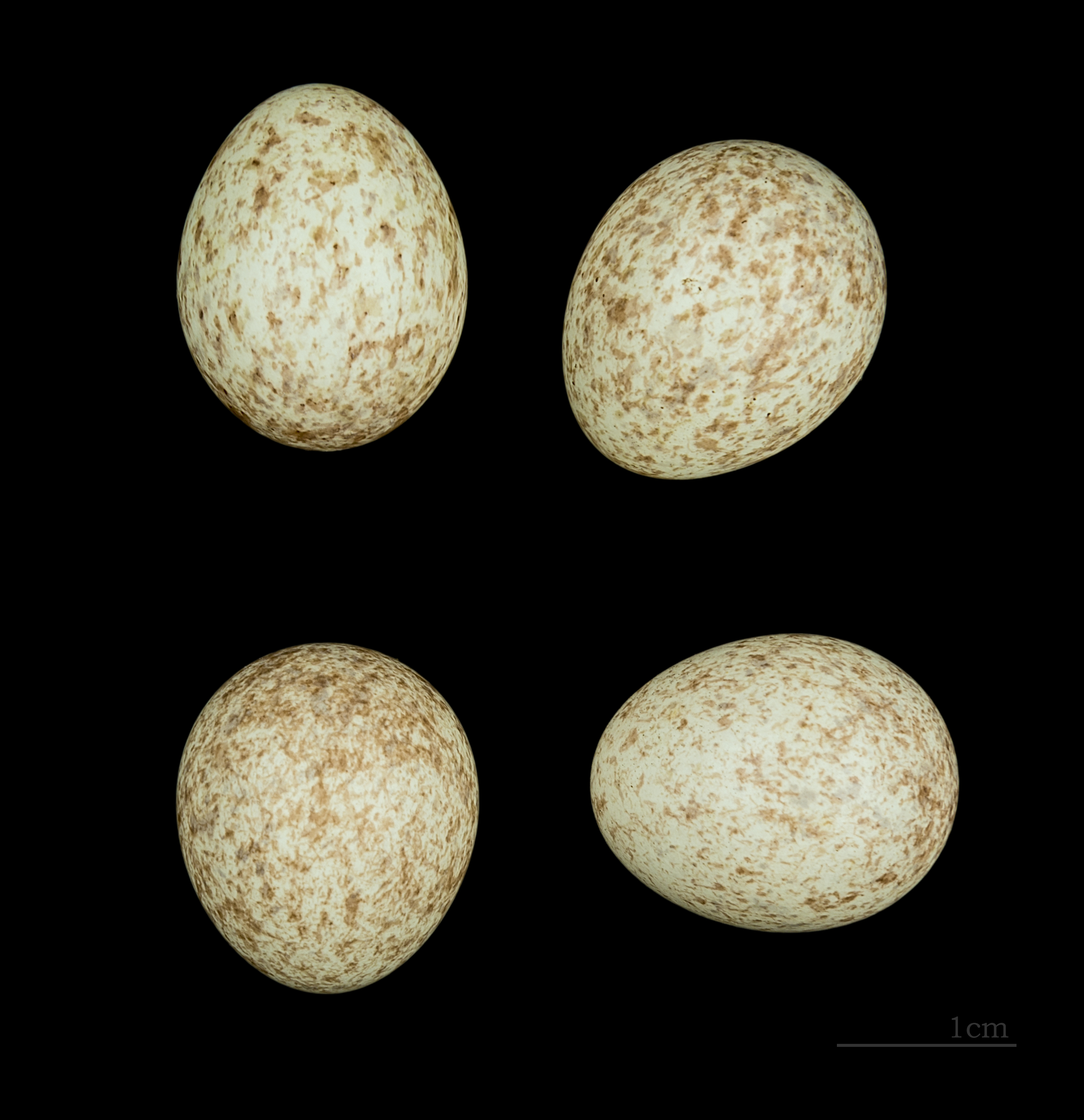
Ous dEmberiza fucata.

El sit orellut, sit castany o sit de galtes roguenques (Emberiza fucata) és una espècie d'ocell de la família dels emberízids (Emberizidae) que habita vessants pedregosos, amb herba o arbusts del sud de Sibèria, Corea, sud de les illes Kurils, Japó, nord-est de Mongòlia i la meitat oriental de la Xina, nord del Pakistan i de l'Índia i oest de Nepal.
El nom del gènere Emberiza prové de l'alemany antic «Embritz», un «buntig». L'específica fucata és llatí per "pintat" de «fucare», "pintar de vermell".

## Distribució i hàbitat
L'àrea de reproducció s'estén des de l'Himàlaia a la Xina fins al sud-est de Sibèria, Corea i el nord del Japó. Els ocells del nord a l'hivern migren cap al sud del Japó, el sud de la Xina, Taiwan, el nord-est de l'Índia, Bangla Desh i el sud-est asiàtic. [4] L'espècie és divagant a Kazakhstan i l'octubre de 2004 es va produir el primer registre europeu a Fair Isle a Escòcia.
L'hàbitat preferits inclou matolls, camps i pastures.

## Subespècies
Hi ha tres subespècies.
- E. f. fucata (Pallas, 1776) - nord i centre de Mongòlia, des del sud de Transbaikal fins a Sakhalin (sud-est de Rússia), Nei Mongol i Heilongjiang, sud de la península de Corea i des del sud de les illes Kurils fins a Kyūshū (de nord a sud del Japó)
- E. f. arcuata (Sharpe, 1888) - es troba a la serralada de l'Himàlaia i al sud-oest i parts centrals de la Xina; és més fosc i les franges del pit són més àmplies.
- E. f. kuatunensis (La Touche, 1925) - viu al sud-est de la Xina i el llom és més fosc i vermellós i les franges del pit són més estretes.